# Konstantin Semilakovs
Konstantin Semilakovs (* 25. September 1984 in Riga) ist ein  lettisch-deutscher Pianist und  Universitätsprofessor.

## Leben
Seinen ersten Klavierunterricht erhielt Konstantin Semilakovs in Riga an der Pavuls-Jurjans-Musikschule. 1997 übersiedelte er mit seiner Familie nach Deutschland, wo zuerst Julia Goldstein in Hannover seine wichtigste musikalische Förderin wurde. Am Kaiser-Wilhelm- und Ratsgymnasium Hannover machte er 2004 das Abitur und studierte dann an der Hochschule für Musik Nürnberg Klavier bei Wolfgang Manz und Musikpädagogik bei Ulrich Hench und Renate Reitinger. Nach dem musikpädagogischen (2008) und künstlerischen (2009) Diplom begann er ein pianistisches Meisterklassenstudium, das er 2011 mit Auszeichnung absolvierte. Daraufhin folgte ein Studium an der École Normale de Musique de Paris in der „6ème Division“ bei Michael Wladkowski, das er mit Diplôme Supérieur d’Exécution abschloss.
Als Solist, Liedbegleiter und Kammermusiker ist er bislang u. a. beim Internationalen Beethovenfest Bonn, Schleswig-Holstein Musikfestival, Braunschweig Classix Festival und bei den Festspielen Mecklenburg-Vorpommern aufgetreten. 2010 debütierte er mit den Nürnberger Symphonikern in der Meistersingerhalle mit Beethovens Fantasie für Klavier, Chor und Orchester. 2002 entstanden die ersten Aufnahmen für den Norddeutschen Rundfunk, den Westdeutschen Rundfunk und den Bayerischen Rundfunk.
Er war u. a. Stipendiat der Deutschen Stiftung Musikleben und der Niedersächsischen Sparkassenstiftung, die ihm Unterricht an der Royal Academy of Music in London ermöglichte.
Von 2011 bis 2018 unterrichtete Semilakovs an der Hochschule für Musik Nürnberg, von 2013 bis 2017 an der Hochschule für Katholische Kirchenmusik und Musikpädagogik Regensburg und von 2016 bis 2018 an der Universität Mozarteum Salzburg.
Seit 2018 ist Semilakovs Professor an der Universität für Musik und darstellende Kunst Wien.
Zusätzlich zur künstlerischen und pädagogischen Tätigkeit forscht er über das Phänomen der Synästhesie und „Farbigkeit“ in der klassischen Musik der ersten Hälfte des 20. Jahrhunderts (insbesondere in den Kompositionen von Alexander Skrjabin und Olivier Messiaen) sowie über sinnesübergreifende Wahrnehmung und Kognition von Musikern. Der Schwerpunkt seiner Arbeit liegt in der Beziehung zwischen Oberton-basierter Harmonik, intermodaler Verknüpfung und Konsonanz- bzw. Harmoniewahrnehmung.

## Wettbewerbe und Auszeichnungen
- Klassikpreis der Stadt Münster und des WDR (2001)
- Jugend musiziert: 1. Bundespreise in Klavier Solo, Kammermusik und Neue Musik (seit 2001)
- Hans-Sikorski-Gedächtnispreis der Deutschen Stiftung Musikleben (2002)[4]
- Internationaler Wettbewerb für junge Pianisten Ettlingen: Förderpreis (2002)[5]
- Musikförderpreis der Hans-Sachs-Loge Nürnberg (2004)
- Internationaler Klavierwettbewerb Wiesbaden: 2. Preis und Sonderpreis für das Zeitgenössische Auftragswerk (2009)
- Concorso Internazionale di Musica „Città di Pinerolo“, Italien (WFIMC) (2010)[6]
- Concurso Internacional de Música do Porto, Portugal (WFIMC): 1. Preis (2010)[7]
- Förderpreis des Ingolstädter Konzertvereins (2010)[8]

## Tonaufnahmen auf YouTube (Auswahl)
- Youtube-Kanal
- Beethoven, Sonate 'Pastorale' No. 15 Op. 28
- Beethoven, Andante favori WoO57
- Schumann, Romanze Op. 28/2
- Brahms, Sonate No. 3 Op. 5
- Skrjabin, Valse Op. 38
- Skrjabin, Etude Op. 42/1
- Ravel, La Valse
- Reger, Träume am Kamin Op. 143
- Stravinski, Rag Music & Tango
- Kapustin, Etude Op.40/7